# Rainbow Days
Rainbow Days (虹色デイズ, Nijiiro deizu) est une série de shōjo manga de Minami Mizuno, prépubliée dans le magazine Bessatsu Margaret entre février 2012 et mars 2017 et publiée par Shūeisha en un total de 15 volumes reliés et un seizième volume dérivé. La version française est éditée par Kazé.
Une adaptation en série télévisée d'animation de 24 épisodes produit par Production Reed est diffusé entre janvier et juin 2016. Un film en prise de vues réelles sort en 2018.

## Synopsis
Le manga suit un groupe d'amis constitué de quatre lycéens. Ils n'appartiennent à aucun club et aiment juste passer du temps ensemble. Natsuki, le protagoniste, est un romantique désespéré qui a le béguin pour une fille nommée Anna qu'il a rencontrée après que son ex-petite amie l'ait largué. Avec le soutien de ses trois amis, il essaie de lui montrer ce qu'il ressent dans l'espoir d'une relation. Cependant, il se heurte à de nombreux obstacles.

## Personnages

### Personnages principaux
Natsuki Hashiba (羽柴 夏樹, Hashiba Natsuki)/Natcchan (なっちゃん)
Voix japonaise : Yoshitsugu Matsuoka
Tomoya Matsunaga (松永 智也, Matsunaga Tomoya)/Mattsun (まっつん)
Voix japonaise : Takuya Eguchi
Keiichi Katakura (片倉 恵一, Katakura Keiichi)/Kei-chan (けいちゃん)
Voix japonaise : Nobunaga Shimazaki
Tsuyoshi Naoe (直江 剛, Naoe Tsuyoshi)/Tsuyopon (つよぽん)
Voix japonaise : Kōki Uchiyama
Anna Kobayakawa (小早川 杏奈, Kobayakawa Anna)
Voix japonaise : Minami Tsuda (en) (anime), Nao Fujita (en) (VOMIC)
Mari Tsutsui (筒井 まり, Tsutsui Mari)
Voix japonaise : Yumi Uchiyama
Yukiko Asai (浅井 幸子, Asai Yukiko)/Yukirin (ゆきりん)
Voix japonaise : Shizuka Ishigami (en)
Nozomi Matsunaga (松永 希美, Matsunaga Nozomi)
Voix japonaise : Ai Kayano

### Autres personnages
Taizou Sanada (真田 泰蔵, Sanada Taizo)
Voix japonaise : Shinya Hamazoe
Wataru Mochizuki (望月 渉, Mochizuki Wataru)
Voix japonaise : Yū Hayashi (en)
Shinsuke Nezu (根津 慎之助, Nezu Shinsuke)
Voix japonaise : Yūsuke Ōta
Chiba (千葉)
Voix japonaise : Megumi Toda (en)
Yuuji Katakura (片倉 優二, Katakura Yuji)
Voix japonaise : Shōta Ebina
Satomi-sensei (里見先生, Satomi-sensei)
Masaomi Tsutsui (筒井 昌臣, Tsutsui Masaomi)
Voix japonaise : Kappei Yamaguchi

## Médias

### Mangas
Rainbow Days est scénarisé et dessiné par Minami Mizuno. La série est prépubliée dans le magazine shōjo de Shūeisha, Bessatsu Margaret, entre le 13 février 2012 et le 13 mars 2017, et publiée par le même éditeur en un total de quinze volumes reliés sortis entre le 25 mai 2012 et le 25 avril 2017. Un seizième volume spin-off sort le 25 juin 2018. Un drama-CD est fourni avec le septième volume en édition limitée en octobre 2014.
La version française est éditée par Kazé en quinze volumes sortis entre le 3 février 2016 et le 27 juin 2018. En février 2022, VIZ Media annonce avoir obtenu une licence pour la publication en anglais de la série avec un premier volume sorti le 6 décembre 2022. En Indonésie, il est licencié par Elex Media Komputindo.

### Liste des volumes
| no | Japonais          | Japonais          | Français         | Français          |
| no | Date de sortie    | ISBN              | Date de sortie   | ISBN              |
| --- | ----------------- | ----------------- | ---------------- | ----------------- |
| 1 | 25 mai 2012       | 978-4-08-846780-1 | 3 février 2016   | 978-2-8203-2299-9 |
| 2 | 22 novembre 2012  | 978-4-08-846862-4 | 13 avril 2016    | 978-2-8203-2358-3 |
| 3 | 24 mai 2013       | 978-4-08-845047-6 | 15 juin 2016     | 978-2-8203-2473-3 |
| 4 | 25 septembre 2013 | 978-4-08-845102-2 | 24 août 2016     | 978-2-8203-2496-2 |
| 5 | 25 février 2014   | 978-4-08-845170-1 | 5 octobre 2016   | 978-2-8203-2511-2 |
| 6 | 25 juin 2014      | 978-4-08-845230-2 | 14 décembre 2016 | 978-2-8203-2544-0 |
| 7 | 24 octobre 2014   | 978-4-08-845285-2 | 8 février 2017   | 978-2-8203-2802-1 |
| Au Japon, le tome 7 est également sorti en édition limitée accompagné d'un drama-CD à la même date (ISBN 978-4-08-908210-2). |                   |                   |                  |                   |
| 8 | 23 janvier 2015   | 978-4-08-845333-0 | 26 avril 2017    | 978-2-8203-2838-0 |
| 9 | 25 mai 2015       | 978-4-08-845390-3 | 31 mai 2017      | 978-2-8203-2856-4 |
| 10 | 25 septembre 2015 | 978-4-08-845447-4 | 16 août 2017     | 978-2-8203-2885-4 |
| 11 | 25 décembre 2015  | 978-4-08-845499-3 | 4 octobre 2017   | 978-2-8203-2911-0 |
| 12 | 25 avril 2016     | 978-4-08-845555-6 | 13 décembre 2017 | 978-2-8203-2941-7 |
| 13 | 25 septembre 2016 | 978-4-08-845637-9 | 21 février 2018  | 978-2-8203-3203-5 |
| Au Japon, le tome 13 est également sorti en édition limitée accompagné d'un DVD à la même date (ISBN 978-4-08-908274-4).     |                   |                   |                  |                   |
| 14 | 22 décembre 2016  | 978-4-08-845683-6 | 25 avril 2018    | 978-2-8203-3224-0 |
| 15 | 25 avril 2017     | 978-4-08-845745-1 | 27 juin 2018     | 978-2-8203-3245-5 |
| 16 | 25 juin 2018      | 978-4-08-844055-2 |                  |                   |

### Série télévisée d'animation
Une adaptation en série télévisée animée est annoncée dans le numéro de septembre 2015 de Bessatsu Margaret. Le film est réalisé par Tetsurō Amino (en) avec Tomohiko Ohkudo à la direction du studio d'animation Production Reed et Aki Itami à la composition de la série. Les voix du drama-CD reprennent leurs rôles pour l'anime. Les 24 épisodes de la série, d'une durée de 14 minutes chacun, sont diffusés entre le 10 janvier 2016 et le 26 juin 2016. Le générique d'ouverture, Best Friend (ベストフレンド, Besuto Furendo), est interpété par Sonar Pocket et le générique final, Rainbow Days!, est interprété par Yoshitsugu Matsuoka, Takuya Eguchi, Nobunaga Shimazaki et Kouki Uchiyama, les doubleurs de Natsuki Hashiba, Tomoya Matsunaga, Keiichi Katakura et Tsuyoshi Naoe, respectivement. L'anime est édité en six volumes Blu-ray et DVD. La série est licenciée pendant un temps en France chez Animation Digital Network et Funimation en Amérique du Nord.

### Film en prise de vues réelles
Une adaptation cinématographique en prise de vues réelles réalisée par Ken Iizuka et distribuée par Shōchiku sort dans les salles japonaises le 6 juillet 2018,,. Le film débute à la troisième place le week-end d'ouverture avec 87 000 places et un box-office brut de 110 million de yens. Le film est également projeté sous-titré en anglais lors du Japanese Film Festival (en) 2018 en Australie.

## Réception
Le manga est imprimé à plus de 3 millions d’exemplaires.